# Bivol indian
Bivolul indian, arni sau bivolul de apă (Bubalus bubalus) este o specie sălbatică de bivol, întâlnită în sud-estul Asiei. Specia poate fi și astăzi prinsă și ușor domesticită. Face parte din familia Bovidae. Ajunge la umeri la o înățime de 1,8 m. Blana este de culoare neagră-cenușie. Prezintă coarne bine dezvoltate care pot ajunge la o lungime de peste 1,9 m, la exemplarele adulte. Forma lor este de semilună, subțiindu-se de la bază spre vârf. Este considerat strămoșul bivolului domestic. Din această specie s-au format diferite rase geografice răspândite în Europă (până în Ungaria) și nordul Africii.

## Răspândire
Specia se întâlnește în regiunile mlăștinoase și în imediata vecinătate a apelor din sud-estul Asiei.
|                      | După Brehm, 1964        | După Feider et. all 1976 | The IUCN Red List 2007 |
| -------------------- | ----------------------- | ------------------------ | --- |
| Denumire științifică | Bos bubalis             | Bubalus bubalus          | Bubalus bubalis |
| Denumire populară    | Arni sau bivolul-indian | Bivolul indian           | ASIAN BUFFALO (E) ASIATIC BUFFALO (E) INDIAN BUFFALO (E) WATER BUFFALO (E) WILD WATER BUFFALO (E) BUFFLE D'EAU (F) BUFFLE DE L'INDE (F) BUFALO ARNI (S) |